# Téglagyári vasút

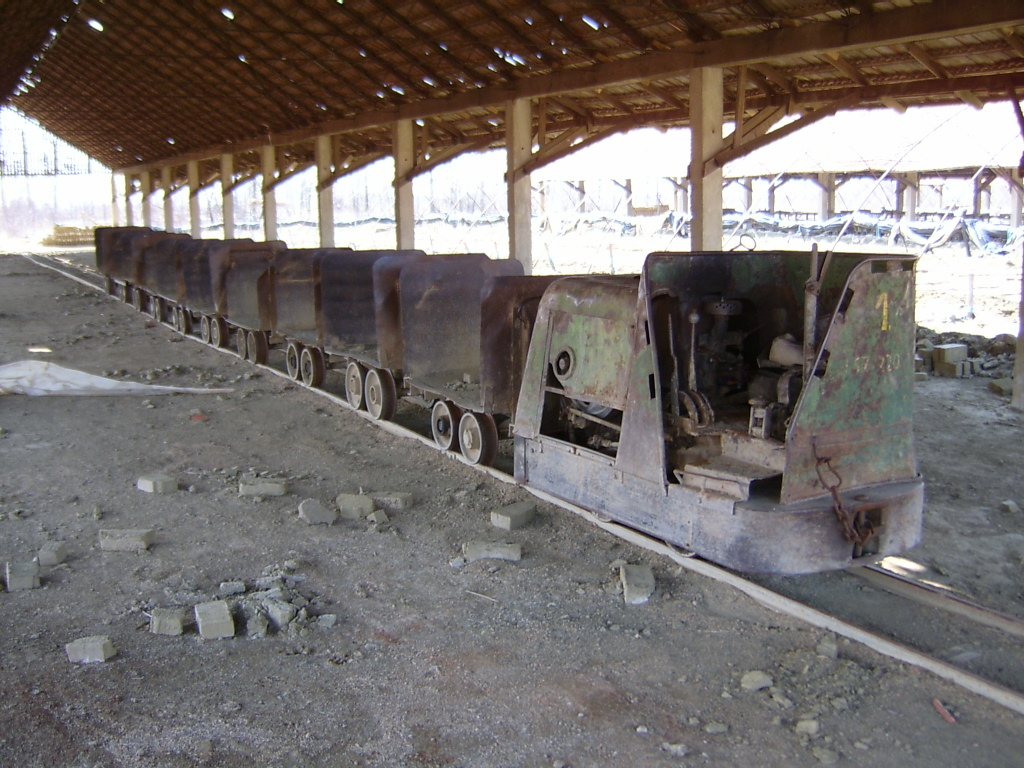
Kuli és szerelvénye a Békési Téglagyárban száraztégla hordó kocsikkal, 2005

A téglagyári vasút olyan keskeny nyomközű vasút, amely téglagyárak belső szállítási igényeit elégíti ki.

## A téglagyári vasutak feladata

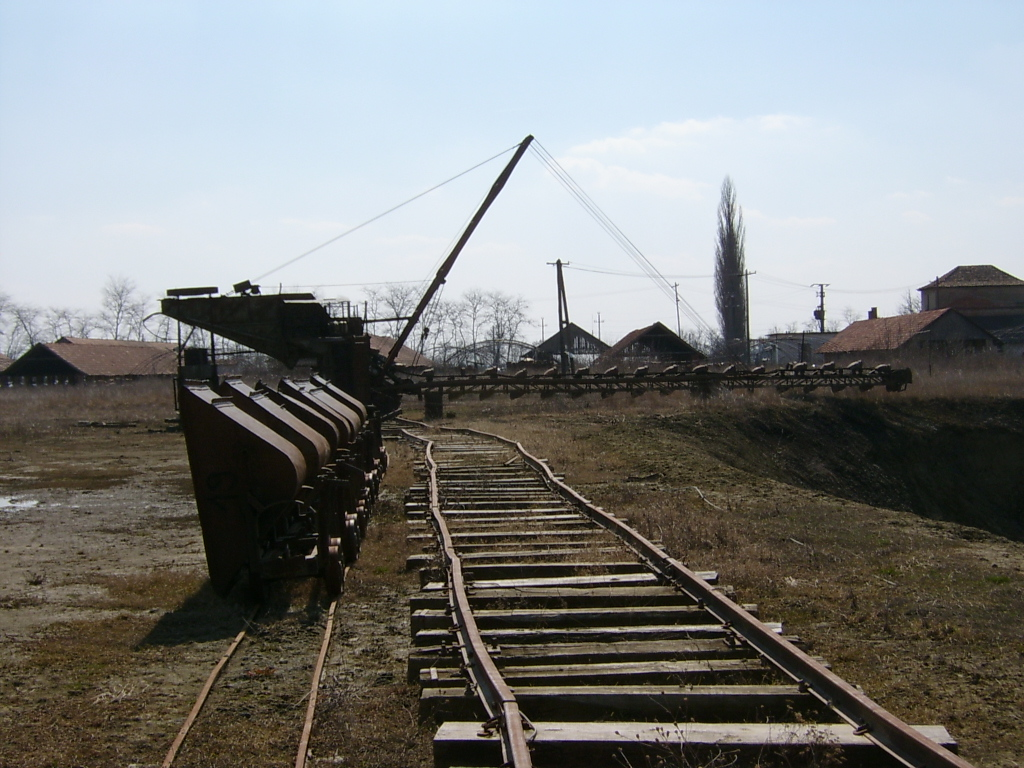
Bányagép és csillék a békési téglagyárban

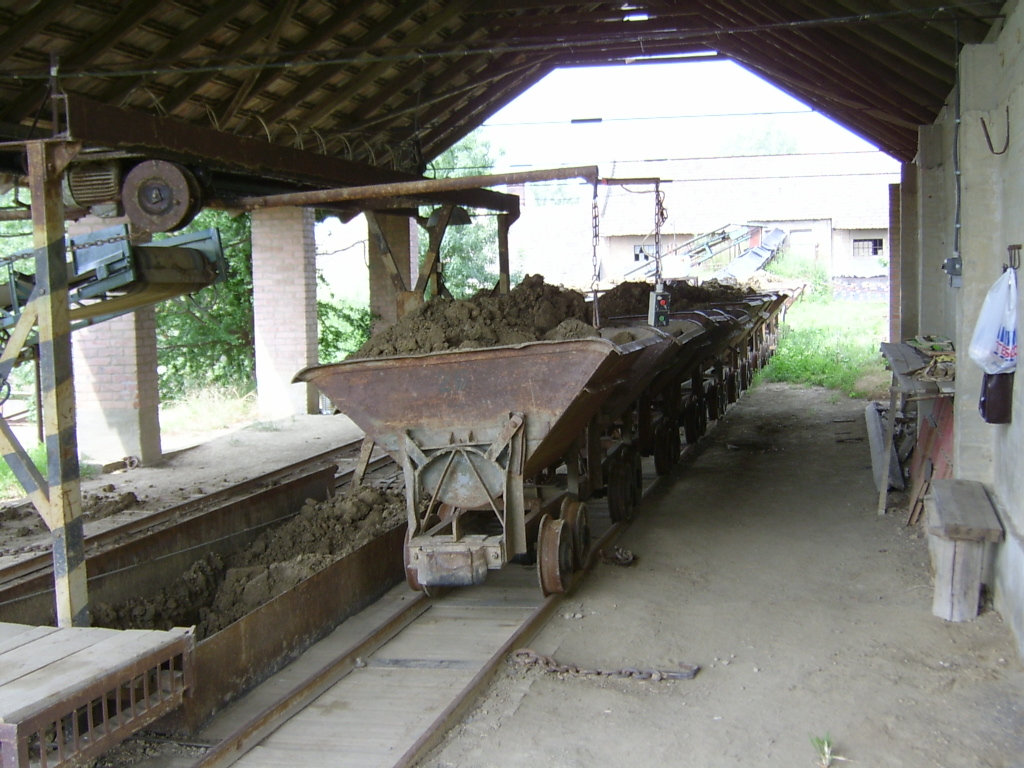
A garat, ahova az agyagot billentik a csillékből (szentesi téglagyár)

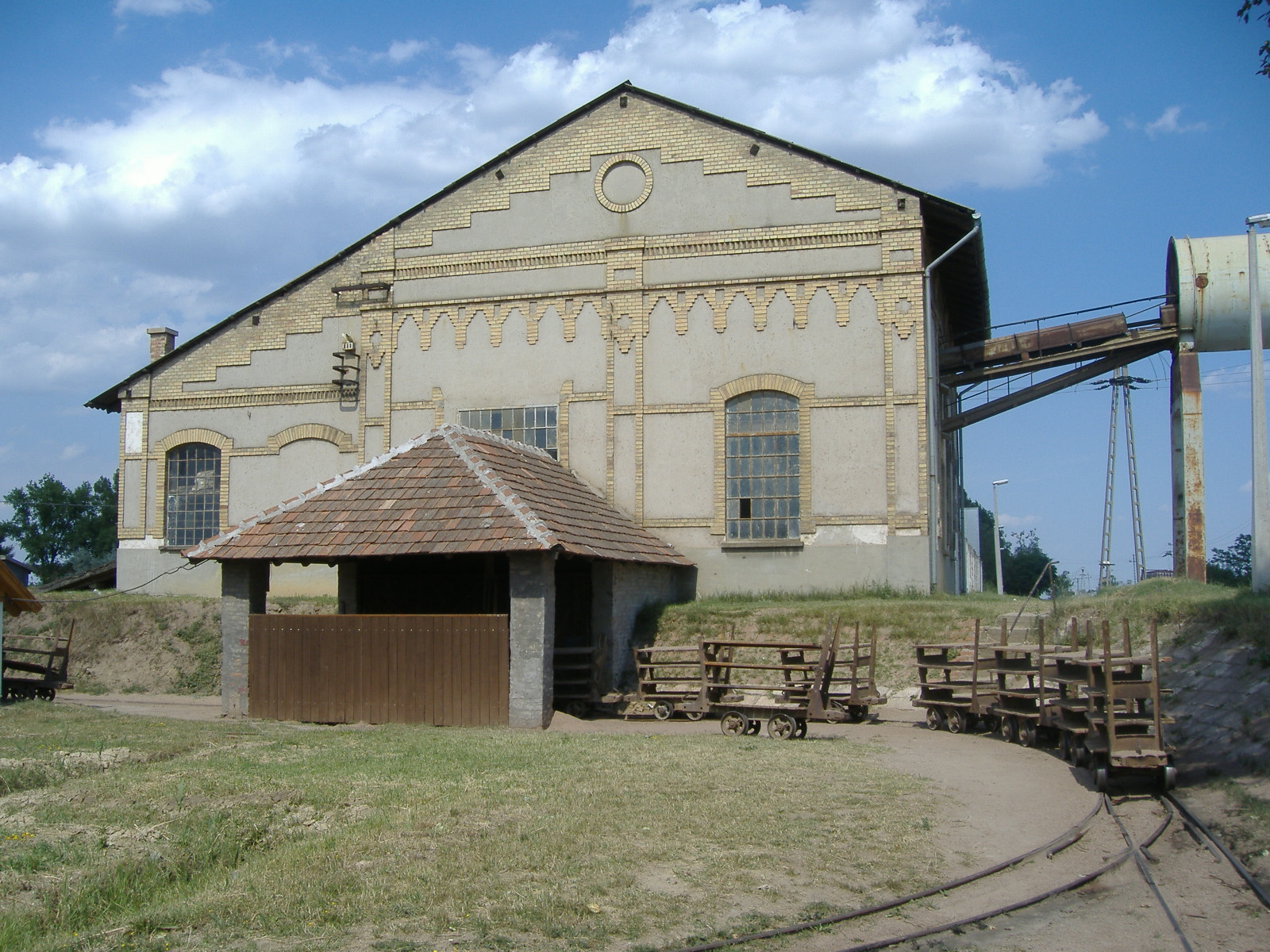
A törökszentmiklósi téglagyár présháza kisvasúti polcos kocsikkal (a beszállítás itt már szállítószalaggal történik)

A téglagyári vasutak a hagyományos téglagyárakban gyakorlatilag az összes szállítási feladatot elvégezték az agyagbányától egészen a nagyvasútra való átrakásig. Vonalaik az egész téglagyár területét behálózták. Vontatási eszközként kezdetben lovakat alkalmaztak, majd megjelent a téglagyárakban is a mozdonyvontatás. Különböző dízel, illetve benzin üzemű mozdonyok jelentek meg ezeken a vonalakon.

### A bányától a présházig
A bányáknál a kibányászott agyagot billenő (önürítős) csillékbe rakják. Ezek a csillék általában 0,75 vagy 0,5 m³ térfogatúak. A bányából azután egy nagyobb teljesítményű mozdonytípussal (Magyarországon Ue28, korábban több helyen MD–40) vontatják a csilléket a présházhoz, ahol egy garat van kialakítva a vasúti pálya mellett. Ebbe a garatba billentik a csillék tartalmát, ahonnan az agyagot szállítószalag viszi a préshez.

### A préstől a szárítókig
A présnél a téglákat polcos kocsikra pakolják. Ezek a kocsik a csilléknél könnyebb szerkezetűek, rajtuk fából, vagy fém lemezből készült polcok találhatóak, amelyeket használat előtt homokkal szórnak fel. A polcok segítségével a téglákat nem kell egymásra pakolni, a kocsi szállító képessége jól kihasználható, a homok pedig megakadályozza, hogy a téglák a polchoz ragadjanak. Ezekkel a polcos kocsikkal viszik a nedves téglákat a szárító színekbe, ahol meghatározott rendszer szerint lepakolják azokat. A polcos kocsik vontatására kisebb teljesítményű mozdonyokat (SD–9, MV kuli) alkalmaznak.

### A szárítóktól a kemencéig
A megszáradt téglákat ezután a polcos kocsikhoz hasonló szerkezetű, de polc nélküli kocsikra rakják. Polcokra, és homokra itt már nincs szükség, hiszen a száraz téglák már nem ragadnak. A kocsikat ugyancsak kis teljesítményű mozdonyokkal a kemencéhez vontatják, ahol a vonatot megbontva, egyenként, fordítókorongok, és a kemence belsejébe fektetett repülővágányok segítségével juttatják el a rendeltetési helyükre.

### A kemencétől avasútállomásig
Ma már ilyen szállítás Magyarországon sehol nem működik, de régebben több téglagyár kiépítette kisvasútját a normál nyomtávolságú vasútvonal állomásáig. Ezeken a vonalakon a szállítás nagyobb teljesítményű mozdonyokkal, és kocsikkal történt.

## Téglagyárisikló
A hagyományos téglagyári kemencéket felülről, szénnel fűtik. Ennek a szénnek a felszállítására siklóvasutat építettek. A szénnel rakott csillét, vagy talicskával rakott pőrekocsit egy villanymotorra kötött drótkötéllel húzzák fel az égetési tér fölé. Ha a csillés módszert használják akkor a „padláson” is ki van építve egy körpálya amin a csillét a szén felhasználási helyére tolják, amennyiben csak szénnel rakott talicskát visznek fel a siklóval, a padláshoz érve a talicska saját kerekén folytatja útját.

## Változások
Ma már több helyen teljesen, vagy részben megszűnt a vasút. Távolabbi bányák nyitásával áttértek az agyag teherautós, vagy szállítószalgos szállítására, ezeknél a téglagyáraknál csak a belső hálózat maradt meg. Van ellenpélda is. Makón a téglagyár átalakítása után a belső hálózatot teljesen felszámolták, de a bányából még mindig kisvasúttal történik az agyag beszállítása.

## Érdekesség
Magyarországon talán a pankaszi téglagyár hálózata volt a legérdekesebb. A bányagép 1435 mm nyomtávolságú repülővágányon mozgott, az agyagot szállítószalagra rakta, ahonnan a 600 mm-es nyomtávolságú kisvasúti csillékbe került. Az agyagból téglát préseltek, amit a belső hálózaton szállítottak 500 mm-es nyomtávolságon, majd a kész téglát 760 mm-es nyomtávolságú vonalon vitték ki a vasútállomásra. A mozdonyállomány is érdekes volt, a bányából MD–40-es mozdony vitte az agyagot, a belső hálózaton MV kulik dolgoztak, míg a vasútállomásra C–50-es járt ki.

## Külső hivatkozások
- Képek a törökszentmiklósi téglagyárról
- Képek a békési téglagyárról
- Képek a téglagyári vasutakról